# Меряна
Меряна (на гръцки: Μεριάνα) е бивше село в Северна Гърция, на територията на дем Катерини, област Централна Македония.

## География
Селото е било разположено югозападно от село Каталония и североизточно от Мосхопотамос (Дрянища), на 460 m надморска височина в подножието на планината Голен (Колона).

## История
Меряна е издигнато в 20-те години на XX век за настаняване на гърци бежанци. Първоначално е част от ном Бер, а в 1936 година е прехвърлено в ном Пиерия, община Каталония. Споменава се за пръв път в 1940 година. Разпада се в Гражданската война (1946 – 1949).
| Година    | 1913 | 1920 | 1928 | 1940 | 1951 | 1961 | 1971 | 1981 | 1991 | 2001 | 2011 | 2021 |
| --------- | ---- | ---- | ---- | ---- | ---- | ---- | ---- | ---- | ---- | ---- | ---- | ---- |
| Население |      |      |      | 95   |      |      |      |      |      |      |      |      |